# Согомонян, Эрнест Микаелович
Эрнест Микаелович Согомонян (арм. Էռնեստ Սողոմոնյան, 20 октября 1949, Мартуни) — депутат парламента Армении первого и четвёртого созывов, отец Виктора Согомоняна и Микаэла Согомоняна.

## Карьера
- 1966—1971 — физический факультет Армянского педагогического института им Х. Абовяна. Учитель физики.
- 1977—1983 — философский факультет Армянского университета знаний. Философ.
- 1980—1986 — факультет вычислительной техники Ереванского политехнического института. Инженер-системотехник.
- 1971—1981 — преподавал в ряде образовательных учреждений Еревана, избран руководителем ВЛКСМ и комитета профсоюза.
- 1972—1973 — руководитель отдела ВЛКСМ Ереванского горкома.
- 1981—1986 — ответственный секретарь ассоциации «Гителик» Советского района, руководитель офиса политического просвещения партийного комитета завода «Базальт».
- 1986—1989 — руководитель отдела Маштоцкого райкома КПА.
- 1990—1992 — занимался предпринимательской деятельностью.
- 1993—1995 — член Конституционной комиссии РА.
- 1994—1997 — главный специалист администрации президента Армении.
- 1995—1999 — депутат парламента. Член постоянной комиссии по государственно-правовым вопросам. Член фракции «Республика».
- С 1998 — председатель социал-демократической партии «Гнчакян» Армении.
- 2005—2007 — доцент Aкадемии государственного управления. Является автором более чем трех десятков публицистических и политических статей, а также соавтором книг по истории армянского народа: «Беседы о Карабахе». — Ер.: Астгик, 2007 г. (на арм. яз.); «Политическая и клерикальная элита Арцаха (Карабаха) в VII—IX вв.» — Ер.: Лингва, 2010 г. (на арм. яз.).
- 12 мая 2007 — вновь избран депутатом парламента. Член постоянной комиссии по внешним сношениям. Член фракции «Процветающая Армения».
- 2007—2012 — Член постоянной Комиссии МПА СНГ по госстроительству и местному самоуправлению, член Социальной Комиссии ПА ОДКБ. Награждён медалью «МПА СНГ. 20 лет».
- 2013 — основатель и директор ереванской средней школы «Адамян».

## Личная жизнь
Женат. Супруга — Лариса Суреновна Адамян, директор Ереванской средней школы номер 147 с 1992 года. Сыновья — Микаэл Согомонян и Виктор Согомонян. Внуки — Лиза, Элина, Мария, Эрнест, Виктория и Лара.

## Награды
- Медаль «МПА СНГ. 25 лет» (27 марта 2017 года, Межпарламентская ассамблея СНГ) — за заслуги в деле развития и укрепления парламентаризма, за вклад в развитие и совершенствование правовых основ функционирования Содружества Независимых Государств, укрепление международных связей и межпарламентского сотрудничества[3]
- Медаль «МПА СНГ. 20 лет»